# Tomas Ramberg
Tomas Ramberg, folkbokförd Jan Thomas Ramberg, född 22 juli 1958 i Eriksbergs församling i dåvarande Älvsborgs län, är en svensk journalist och programledare. 
Ramberg är främst känd genom programmet Ekots lördagsintervju i Sveriges Radio P1 som han tidigare programlett. Från och med februari 2023 arbetar han på Dagens Nyheter som inrikespolitisk kommentator. Han arbetade tidigare som inrikespolitisk kommentator på Ekot. Tidningen Fokus utsåg honom 2007 till en av Sveriges 100 mediemäktigaste. 

## Biografi
Ramberg föddes i en familj som då ägde lanthandel och kennel i Eriksberg i Västergötland och växte sedan upp i Vara, Västra Frölunda och Partille. Han arbetade 1977–1989 på Volvo Torslandaverken, för att sedan utbilda sig till journalist. Efter examen kom han ganska snart till Sveriges Radios Ekoredaktion. I februari 2010 presenterade tidskriften DSM en undersökning som visade att Tomas Ramberg var Sveriges tjugonde viktigaste opinionsbildare under 2009, enligt cirka 150 av Sveriges ledarskribenter, debattredaktörer, krönikörer och samhällsdebattörer.
Ramberg anses, bland andra av Åke Ortmark, vara en mycket skicklig intervjuare.
Han medverkade mellan oktober 2014 och januari 2023 i radiopodden Det politiska spelet tillsammans med bland annat Fredrik Furtenbach och Parisa Höglund. Från februari 2023 till januari 2025 medverkade han i Dagens Nyheters podd Älskade politik.
Ramberg utsågs 2019 till filosofie  hedersdoktor vid Lunds universitet.

### Familj
Tomas Ramberg är brorson till Göran Ramberg. Han är kusin till Agneta Ramberg. Han är gift med litteraturvetaren Frida Beckman (född 1976).

## Utmärkelser
- 2010 - Advokatsamfundets journalistpris[7]
- 2019 - filosofie hedersdoktor vid Lunds universitet
- 2020 - Åke Ortmarks journalistpris